# 2089
Cette page concerne l'année 2089  du calendrier grégorien.
L'année 2089 est une année commune qui commence un samedi.
C'est la 2089e année de notre ère, la 89e année du IIIe millénaire et du XXIe siècle et la 10e année de la décennie 2080-2089.

## Autres calendriers
- Calendrier hébraïque : 5849 / 5850
- Calendrier indien : 2010 / 2011
- Calendrier musulman : 1509 / 1510
- Calendrier persan : 1467 / 1468